# Edmund Heines
Pour les articles homonymes, voir Heines.
Edmund Heines est un membre du parti nazi, Obergruppenführer dans la SA et député au Reichstag, né le 21 juillet 1897 à Munich où il est mort assassiné le 30 juin 1934.
Il a été l’une des victimes de la nuit des Longs Couteaux, l’opération d’épuration interne du parti nazi de l'été 1934.

## Biographie

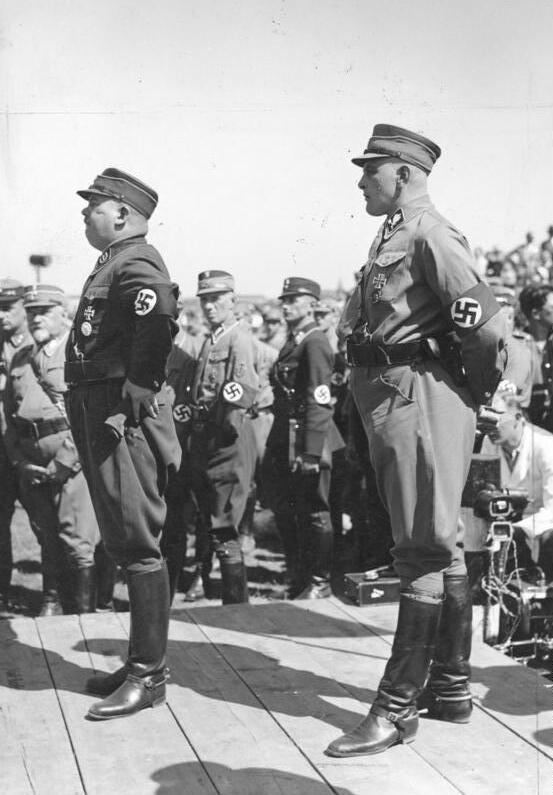
Röhm et Heines, en 1933, lors d'une manifestation.

Heines participe à la Première Guerre mondiale qu’il termine, en 1918, avec le grade de lieutenant.
En 1925, il s’affilie au parti nazi et à la SA.
En 1929, il est condamné pour meurtre par une cour martiale d’exception, mais rapidement amnistié. Cette même année, il est nommé Gauleiter dans le Palatinat.
En 1930, il est élu représentant du district de Liegnitz au Reichstag. De 1931 à 1934, il est SA-Führer de Silésie et suppléant d’Ernst Röhm, chef d’état-major de la SA, devenant ainsi le deuxième personnage le plus important de cette organisation. En mai 1933, il est en outre nommé chef de la police de Breslau.
Il est l’un des amis proches et sans doute l’un des amants d’Ernst Röhm.
Au cours de la nuit des Longs Couteaux, à la fin de la première nuit d’épuration du vendredi 29 au samedi 30 juin 1934 vers 6 h 30 du matin, Heines est arrêté par Adolf Hitler qui s'est déplacé en personne et ouvre les portes des chambres de la pension Hanselbauer de Bad Wiessee, pistolet au poing : Heines y est surpris en compagnie d’un jeune membre de la SA avec lequel il a vraisemblablement passé la nuit.
Emmené à Munich, il est assassiné par un peloton d’exécution commandé par Sepp Dietrich.

### Sources
- (de) Cet article est partiellement ou en totalité issu de l’article de Wikipédia en allemand intitulé « Edmund Heines » (voir la liste des auteurs).

- (en) Cet article est partiellement ou en totalité issu de l’article de Wikipédia en anglais intitulé « Edmund Heines » (voir la liste des auteurs).
- Notices d'autorité :   - VIAF
  - ISNI
  - LCCN
  - GND
  - WorldCat